# Campeonato Sudamericano de Fútbol Sub-20 de 2021
El XXX Campeonato Sudamericano Sub-20 «Juventud de América» iba a ser el torneo de fútbol de categoría juvenil a celebrarse en Colombia, se disputaría a finales de 2021 con jugadores nacidos desde el 1 de enero de 2001.
Originalmente estaba previsto disputarse entre el 2 y 27 de febrero de 2021 en Colombia, pero fue postergado por la pandemia de COVID-19. El certamen continental sudamericano otorgaba cuatro plazas para la Copa Mundial Sub-20 de 2021 que se iba a celebrar en Indonesia pero también fue cancelado. La FIFA, el ente organizador, anunció la suspensión del evento el 24 de diciembre de 2020.
El 4 de agosto de 2021, la Conmebol suspendió todos los torneos juveniles en Sudamérica, los que estaban en curso y los que estaban por comenzar: el sub-17 femenino, el sub-15, sub-17 y sub-20 masculino.

## Antecedentes
La sede fue confirmada el jueves 6 de agosto de 2020.
Se trata de la quinta edición del torneo celebrado en Colombia, siendo las ediciones anteriores las de 1964, 1987, 1992 y 2005.

## Participantes
Participaban en el torneo los equipos representativos de las 10 asociaciones nacionales afiliadas a la Confederación Sudamericana de Fútbol.
| Equipos participantes | Equipos participantes | Equipos participantes | Equipos participantes | Equipos participantes |
| --------------------- | --------------------- | --------------------- | --------------------- | --------------------- |
| Argentina             | Bolivia               | Brasil                | Chile                 | Colombia              |
| Ecuador               | Paraguay              | Perú                  | Uruguay               | Venezuela             |